# لحلاح
اللحلاح أو السورنجان (حسب مفردات ابن البيطار) أو عكنة أو زعفران الخريف أو رَهيدَة أو مبشرة الشتاء أو بشيرة المطر أو سراج أو سراج الغولة أو الغولة (الاسم العلمي: Colchicum) جنس نباتي من الفصيلة اللحلاحية يضم حوالي ستين نوعاً؛ موطن أنواع هذا الجنس بلاد الشام وتركيا والقوقاز وأوروبا ومناطق حوض البحر الأبيض المتوسط.
تزهر معظم أنواعه في الخريف وتستخرج مادة طبية من جعثن اللحلاح الخريفي (باللاتينية: Colchicum autumnale).

## من أنواعهالواطنةفيالوطن العربي
1. اللحلاح الأشطائي (باللاتينية: Colchicum soboliferum) في بلاد الشام وتركيا والقوقاز والبلقان
2. لحلاح بادية الشام (باللاتينية: Colchicum deserti-syriaci) أو لحلاح شمبر (باللاتينية: Colchicum schimperi) في بلاد الشام ومصر
3. لحلاح توفيا (باللاتينية: Colchicum tuviae) في بلاد الشام
4. اللحلاح ثلاثي الأوراق (باللاتينية: Colchicum triphyllum) في المغرب العربي والبلقان وتركيا وإسبانيا
5. اللحلاح الحزمي (باللاتينية: Colchicum fasciculare) في بلاد الشام
6. اللحلاح خيطي الأوراق (باللاتينية: Colchicum filifolium) في المغرب العربي وإسبانيا والبرتغال وفرنسا
7. لحلاح دكين (باللاتينية: Colchicum decaisnei) في بلاد الشام
8. لحلاح ريتشي (باللاتينية: Colchicum ritchii) أو اللحلاح المصري (باللاتينية: Colchicum aegyptiacum Boiss.) في بلاد الشام ومصر والمغرب العربي
9. اللحلاح زعفراني الأوراق (باللاتينية: Colchicum crocifolium) في بلاد الشام وتركيا
10. لحلاح زوفيتسي (باللاتينية: Colchicum szovitsii) في بلاد الشام وتركيا والقوقاز وبلغاريا
11. لحلاح ستيفن (باللاتينية: Colchicum steveni) في بلاد الشام
12. لحلاح طوروسي (باللاتينية: Colchicum tauri) في بلاد الشام
13. اللحلاح طويل الأوراق (باللاتينية: Colchicum longifolium) في المغرب العربي
14. اللحلاح طويل المئبر (باللاتينية: Colchicum dolichantherum) في بلاد الشام
15. اللحلاح عديد الأوراق (باللاتينية: Colchicum polyphyllum) في بلاد الشام
16. اللحلاح العنتابي (باللاتينية: Colchicum antepense) في عنتاب
17. اللحلاح الفارسي (باللاتينية: Colchicum persicum) في بلاد الشام
18. اللحلاح الفاينبروني (باللاتينية: Colchicum feinbruniae) في بلاد الشام
19. اللحلاح القدسي (باللاتينية: Colchicum hierosolymitanum) في بلاد الشام
20. اللحلاح القلموني (باللاتينية: Colchicum antilibanoticum) في بلاد الشام
21. اللحلاح القيليقي (باللاتينية: Colchicum cilicicum) في بلاد الشام
22. اللحلاح الكردي (باللاتينية: Colchicum kurdicum) في العراق وتركيا وإيران
23. لحلاح كوباني (باللاتينية: Colchicum cupanii) في المغرب العربي وفرنسا وإيطاليا وألبانيا واليونان
24. لحلاح كوتشي (باللاتينية: Colchicum kotschyi) في العراق وتركيا واليونان
25. اللحلاح اللوزيتاني (باللاتينية: Colchicum lusitanum) في المغرب العربي وإسبانيا والبرتغال وإيطاليا
26. اللحلاح المفصص (باللاتينية: Colchicum tunicatum) في بلاد الشام

## من أنواعه الأخرى
1. زريرة (باللاتينية: Colchicum bulbocodium)
2. اللحلاح الألبي (باللاتينية: Colchicum alpinum)
3. لحلاح بواسييه (باللاتينية: Colchicum boissieri) في تركيا واليونان
4. اللحلاح الجبلي (باللاتينية: Colchicum montanum) في فرنسا وإسبانيا والبرتغال
5. اللحلاح الخريفي (باللاتينية: Colchicum autumnale) في معظم أنحاء أوروبا
6. اللحلاح الخلاب (باللاتينية: Colchicum speciosum) في تركيا والقوقاز
7. اللحلاح عديد الأزهار (باللاتينية: Colchicum multiflorum) في إسبانيا والبرتغال
8. اللحلاح عريض اللسان (باللاتينية: Colchicum lingulatum) في تركيا واليونان
9. اللحلاح الكريتي (باللاتينية: Colchicum cretense) في كريت
10. اللحلاح الكورسيكي (باللاتينية: Colchicum corsicum) في كورسيكا وسردينيا
11. اللحلاح المبرقش (باللاتينية: Colchicum variegatum) في تركيا واليونان
12. اللحلاح المدبب (باللاتينية: Colchicum cuspidatum) في جنوب إفريقيا
13. اللحلاح الملتبس (باللاتينية: Colchicum confusum) في اليونان
14. اللحلاح المجري (باللاتينية: Colchicum hungaricum)
15. اللحلاح المغمور (باللاتينية: Colchicum inundatum) في تركيا
16. لحلاح نابولي (باللاتينية: Colchicum inundatum) في إيطاليا
17. اللحلاح الهش (باللاتينية: Colchicum crispum) في جنوب إفريقيا

## الوصف النباتي
اللحلاح عشب معمر من أحاديات الفلقة، له جعثن (كورمة) (ونادراً رئد (باللاتينية: Stolon))، بيضية الشكل، وتغطي الجعثن حراشف بنية، ويتشكل سنوياً جعثن جديد. الأوراق قاعدية خيطية عددها 2 ـ 9 أوراق، والنورة عنقودية، والأزهار جميلة يتراوح عددها بين 2 و5 أزهار، والكم له ست بتلات، ولون الزهرة قرنفلي أو أرجواني أو أبيض ونادراً أصفر، والثمرة كبسولة ثلاثية الحجرات، وتزهر معظم أنواع اللحلاح في الخريف، وتتشكل الأوراق في الربيع، أما الثمار فتنضج في بداية الصيف.

## الاستخدام الطبي
يستخدم في علاج مرض النقرس المزمن وآثاره الجانبية في حالة الجرعة غير المناسبة قد تؤدي للموت.